# Ancita basalis
Ancita basalis là một loài bọ cánh cứng trong họ Cerambycidae.